# Johann Sebastian Bruch
Sebastian Bruch (* 21. Dezember 1759 in St. Johann (Saar); † 26. Dezember 1828 ebenda) war Kaufmann, Kommunalpolitiker, Richter, Bürgermeister von Worms (1798–1800) und Alt-Saarbrücken (1804–1814).

## Leben
Er entstammte einer alten Saarbrücker Kaufmannsfamilie. Sein Vater war der Bierbrauer und Gastwirt Johann Daniel Bruch, der 1702 das Stammhaus der Bruch-Brauerei begründete, welche sich bis 1850 in der Gaststätte „Zum Stiefel“ am St. Johanner Markt befand. Von seiner Mutter ist nichts überliefert. Nach seiner Übersiedlung nach Worms erwarb er dort am 30. August 1785 das Bürgerrecht und heiratete am 26. Februar 1786 Maria Catharina, Tochter des Georg Heinrich Münzer, Bürger und geschworener Chirurg seiner Geburtsstadt Sankt Johann. Er betätigte sich zunächst als Kaufmann und trat in die Krämerzunft ein. 

## Öffentliche Ämter
Im Revolutionsjahr 1789 wurde Bruch Mitglied im Gemeinen Rat der (noch) Freien Reichsstadt Worms. Die Truppen der bereits vorrückenden französischen Revolutionsarmee gewannen nachfolgend die Kontrolle am Oberrhein. General Adam-Philippe de Custine eroberte mit der Vogesenarmee 1792 die Hochstifte Speyer und Worms und brachte sie unter französische Verwaltung. Im selben Jahr folgte Bruchs Ernennung zum Mitglied der Munizipalverwaltung durch die Volksrepräsentanten, sein Aufgabenbereich lag in der Finanzverwaltung und umfasste die Kontrolle der Stiftungen sowie die Ämter des Vollziehungskommissars und des Gemeindeeinnehmers. Bis 1814 sollte Worms zur Ersten Französischen Republik gehören. Im Verlauf des Ersten Koalitionskrieges mussten sich jedoch die Franzosen bereits im Frühjahr 1793 wieder auf das linke Rheinufer zurückziehen, wonach Bruch zunächst seiner Ämter enthoben wurde. Erst nach dem Frieden von Campo Formio wurde der Regierungsbezirk Kreuznach am 4. November 1797 zusammen mit allen linksrheinischen Gebieten von Frankreich annektiert, völkerrechtlich bestätigt mit Wirkung zum 9. März 1801 im Frieden von Lunéville. Am 26. Januar 1798 erhielt Bruch seine Ernennung zum Präsidenten der Munizipalverwaltung in Worms, am 13. März 1798 folgte die Bestätigung durch den Regierungskommissar François Joseph Rudler.
Nachfolgend kehrte Bruch in seine Geburtsstadt zurück und wurde dort am 6. November 1804 zum Bürgermeister (Maire) von Saarbrücken ernannt.
Als die Preußen wieder die Oberhand gewannen, folgte am 17. März 1814 seine Entlassung aus dem Amt des Bürgermeisters durch den Generalgouverneur des Mittelrheins Justus Gruner. Bruch führte jedoch die Amtsgeschäfte als Standesbeamter noch bis zum 9. April 1814 weiter. Am 9. Juli 1814 wurde Bruch durch die Franzosen erneut als Bürgermeister eingesetzt, diesmal trat er aber selbst im Oktober 1814 vom Amt zurück. Bruch betätigte sich seit Ende 1814 als Friedensrichter für den Kanton St. Johann. Nach den Beschlüssen des Wiener Kongresses bis zum 9. Juni 1815 wurde der Einfluss Frankreichs wieder auf die Grenzen von 1790 reduziert, Saarbrücken fiel endgültig an Preußen. Am 23. Juli 1815 erfolgte Bruchs Berufung in den Stadtrat, er wurde 1823 Beigeordneter der preußischen Bürgermeisterei Saarbrücken für die Stadt Sankt Johann. Seit 1816 betätigte sich Bruch als Richter am Kreisgericht Saarbrücken.